# Kievcultuur
De Kievcultuur was een archeologische cultuur van de 2e tot de 5e eeuw op het grondgebied van het huidige Oekraïne, Rusland en Wit-Rusland. Ze wordt beschouwd als de vroegste cultuur die met enige zekerheid als Slavisch te identificeren is.

## Ligging
Het verspreidingsgebied strekt zich uit over de oblasts van Kiev, Tsjernihiv en Soemy in Oekraïne, Gomel en Mogiljov in Wit-Rusland, en Koersk en Brjansk in Rusland, met vondsten tot in de oblasten Pskov en Samara.
De cultuur is genoemd naar een vindplaats bij Kiev.
Ze grenst in het noorden aan de (Baltische) geborsteldkeramiekcultuur en Dnjepr-Dvinacultuur, in het westen door de (Oost-Germaanse) Przeworskcultuur en in het zuiden de (Gotische) Tsjernjachivcultuur.

## Ontstaan
De Kievcultuur is ontstaan uit de Zaroebyntsicultuur, met invloeden van de geborsteldkeramiekcultuur en de Przeworskcultuur.

## Economie
Landbouw (ijzeren sikkels) en veeteelt waren de primaire voedingsbases. Het handwerk stond op een hoog niveau, het aardewerk was eenvoudig en minder gedifferentieerd als bij de voorafgaande Zaroebyntsicultuur. Er zijn zeer weinig bewijs van arbeidsdeling, maar er is een geval bekend van een dorp waar dunne stroken gewei werden voorbewerkt, die daarna in een nabijgelegen dorp van de Tsjernjahivcultuur verder werden bewerkt tot de bekende gotische kammetjes.
Er zijn voorwerpen van Romeinse oorsprong gevonden (sieraden, bronzen pincetten, munten).

## Nederzettingen
De onversterkte nederzettingen bevonden zich in de buurt van rivieren, vaak op aanhoogten of vlak bij de oever. Ze maten rond 0,5-2 ha, in sommige gevallen tot 6-8 ha. Hierin bevond zich een klein aantal, meestal rechthoekige 0,4 tot 1,2 m in de grond verdiepte woningen met een oppervlakte van 8-24 m, en soms ook gelijkgrondse gebouwen met een houten paalconstructie en raamopeningen.

## Begrafeniscultuur
Crematie vond plaats, met bijzetting van de urnen in ronde of ovale graven van 0,2-0,6 m diepte naast de huizen. Grafgiften waren schaars.

## Opvolging
Na de 5e eeuw vond er een sterke migratie plaats, waarschijnlijk gerelateerd aan de invasie van de Hunnen en de zogenaamde Grote Volksverhuizing. Uit de Kievcultuur ontstonden zo de Praag-Kortsjak-, Penkivka- en Kolotsjinculturen.